# 中国語!ナビ
中国語!ナビ（ちゅうごくごなび）は、NHK教育テレビジョンが2022年4月6日に放送を開始した中国語（普通話）の語学講座番組である。

## 概要
前身は1967年度に始まった『中国語会話』。2008年度から『テレビで中国語』が開始となり、2022年度から『中国語!ナビ』へと番組名が改められた。

## 放送時間
教育テレビ（Eテレ）
- 本放送：水曜日 23:00 - 23:20
- 再放送：金曜日 6:05 - 6:25,13:50 - 14:10

## 内容

### 出演者

#### 2022年度
- 講師：陳淑梅（東京工科大学メディア学部教授）
- 生徒：イモトアヤコ（鳥取県出身。タレント）
- ネイティブゲスト：王陽（中国・江蘇省常州市出身）
- スキット声優：劉鍾德、盧雲、丁輝
- ナレーション：礒野佑子

#### 2023年度
- 講師：陳淑梅
- 生徒：橘ケンチ（神奈川県出身。EXILEメンバー）
- ナビゲーター：劉鍾德
- キャラクター : 盧雲、丁輝、趙書雨
- ナレーター：磯野佑子
- オンライン生徒 : ふなっしー[1]
- ゲスト : 松峰莉璃

#### 2024年度
- 講師：陳淑梅
- 生徒：檀れい
- ナレーション：磯野佑子

#### 2025年度
- 講師：加藤徹教
- 生徒：柏木由紀
- ナレーション：？

### コーナー構成

#### 2022年度
- 妖怪聯盟 モンスタァァァズ
「熊悟空」（声：劉鍾徳）が主役のアニメーションによるスキット

#### 2024年度
- 小春の便利屋日記 ～便民小店的故事～[2]
アニメーションによるスキット
- ふなとクマのシン・ふなクマ旅！
ふなっしーと熊悟空による中国各地の紹介

#### 2025年度
- こちら城南街編集部 ～编辑部小故事～[3]
アニメーションによるスキット
- ふなチャレ！
ふなっしーに対しての中国語チャレンジ

- 来！来！来！先輩
中国語を学んだことで人生が変わった先輩を紹介
- アジアは今 こんなんなってますう～ in台湾[要出典]
台湾のユーチューバーさっちゃんが"地元台湾の今"をリポート
- 中国映画の紹介
- 哎呀！ 日本的漢字
同じ漢字でも日本と中国では意味が違うために困惑してしまった中国人の体験談、それにまつわる文化の違いを紹介。独立したミニ番組『漢字ふむふむ』も放送された。